# ام‌وی تناکا
ام‌وی تناکا (به انگلیسی: MV Tenaka) یک کشتی است که طول آن ۴۷٫۰۹ متر (۱۵۴٫۵ فوت) می‌باشد. این کشتی در سال ۱۹۶۴ ساخته شد.